# 畠山武
畠山 武（はたけやま たけし、1924年8月14日 - 2013年4月17日）は、日本の経営者。北海道テレビ放送社長、会長を務めた。宮城県気仙沼市出身。

## 経歴
1948年に東京大学法学部政治学科を卒業し、1949年に朝日新聞社に入社。1983年2月に北海道テレビ放送社長に就任。1994年6月に会長に就任し、1996年6月に取締役相談役を経て、1998年6月から相談役を務めた。
1994年11月に勲三等瑞宝章を受章。
2013年4月17日肺炎のために死去。88歳没。
著書に「昭和史の怪物たち」がある。